# Preghiera (film)
Preghiera è un cortometraggio documentario del 2017, scritto e diretto da Davide Cavuti.

## Trama
Il documentario racconta i luoghi devastati dal sisma dell'Aquila del 2009, con le parole di Benedetto Croce, Ignazio Silone e di Davide Cavuti con la partecipazione degli attori Paola Gassman, Lino Guanciale, Ugo Pagliai, Michele Placido, Edoardo Siravo.
"Ti preghiamo Madre salva il domani": così termina il testo interpretato dagli attori Paola Gassman e Ugo Pagliai; Preghiera è infatti ispirato alla prima traccia dell’album Vitae sempre di Davide Cavuti il cui ricavato è interamente destinato a due progetti per la ricostruzione delle città di L'Aquila e di Amatrice.

## Produzione
Il documentario nasce con lo scopo di tenere accesa la luce sul drammatico terremoto dell'Aquila del 2009 e sul recente sisma del centro Italia del 2016.

## Distribuzione
Il film è stato presentato fuori concorso alla 74ª Mostra internazionale d'arte cinematografica di Venezia, in collaborazione con Istituto Luce-Cinecittà, e in selezione ufficiale all'Italian Contemporary Film Festival.

## Riconoscimenti
- 2018 - Premio Happy Child - Cinema e Solidarietà
  - A Davide Cavuti per la regia di Preghiera[7]
- 2018 - Izmit International Short Film Festival
  - Art Nicomedia Mention Award a Davide Cavuti per la regia di Preghiera[8]
- 2018 - Identitas Premio nazionale per la cultura
  - A Davide Cavuti per la regia di Preghiera[9]
- 2019 - Adriatic Film Festival
  - Special Award[10]